# Bandera de la República Autónoma Socialista Soviética de Moldavia

Bandera de la RASSM (1925-1932)

Bandera de la RASSM (1937-1938)

Bandera de la RASSM (1938-1940)

La bandera de la República Autónoma Socialista Soviética de Moldavia fue creada el 10 de mayo de 1925, cuando el Congreso de los Soviets en Ucrania aprobó la Constitución de la RASS de Moldavia. Así, en la Sección VII, Artículo 48, la Constitución estipuló que: "La RASS de Moldavia tiene su emblema estatal propio y bandera, diseñada por el Comité Ejecutivo Central de Moldavia y confirmado por el Comité Ejecutivo Central Ucraniano". El 4 de septiembre de 1925, el Presidium del Comité Ejecutivo Central de la RASS de Moldavia discutió el asunto "El concurso para redactar el emblema y bandera y su jurado, consistiendo en representantes del partido y autoridades de la República". El 21 de septiembre de 1925, el pequeño Presidium del Comité Ejecutivo Central, al mando de I. N. Chior-Ianachi, resumió "La examinación del emblema estatal y bandera de la RASS de Moldavia". Respecto de la bandera, el Presidium decidió:
a) El martillo y la hoz tendrían que ser idénticos con los descritos en el emblema de la URSS,
b) Las letras Р. А. С. С. М. tendrían que ser colocadas en la esquina superior derecha, arqueadas con terminación hacia abajo.
c) El maíz y la espiga de trigo tienen que ser envueltos por hojas de parra, de modo que colgarían en el medio.
Después de esto, el 19 de octubre de 1925, el Comité Ejecutivo Central de la RASS de Moldavia adoptó los borradores del emblema estatal y la bandera de RASS de Moldavia.
El 6 de enero de 1938, el 7.º Congreso extraordinario de Soviets de la RASS de Moldavia adoptó la segunda Constitución Moldava, la bandera siendo descrita como:
"Art. 112. La Bandera estatal de la RASS de Moldavia es la bandera de la RSS de Ucrania la cual consta de una tela roja, el cual tiene en la esquina izquierda superior, un martillo y una hoz de oro y las letras URSS en ucraniano y moldavo, y abajo de las "iniciales" de URSS, con una fuente más pequeña, "RASS de Moldavia" en ucraniano y moldavo."
El texto en "Moldavo" estuvo escrito utilizando el alfabeto latino. Unos cuantos meses más tarde en el mismo año, la bandera fue cambiada con el texto moldavo en cirílico.
Esta bandera dejó de ser usada el 2 de agosto de 1940, cuándo la RASS de Moldavia fue abolida, su territorio es dividido entre la nuevamente creada República Socialista Soviética de Moldavia y la República Socialista Soviética de Ucrania.